# Nancy Roc
Pour les articles homonymes, voir Roc.

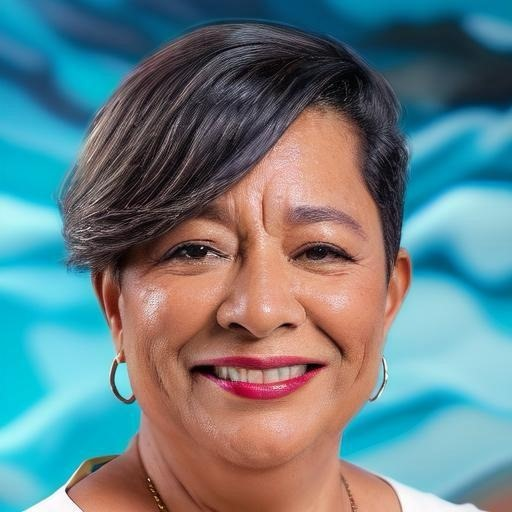
Nancy Roc

Nancy Roc est une journaliste canadienne d'origine haïtienne née à Port-au-Prince, Haïti.

## Biographie
Journaliste indépendante et auteure de trois ouvrages — Les grands dossiers de Métropolis, vol. 1, 2 et 3 qui ont connu un grand succès— elle est reconnue en Haïti comme l'une des figures prédominantes de la presse haïtienne. En 2002, lors de la sortie de son premier ouvrage, le journal Miami Herald l'a qualifiée d'être « la voix qui fait la différence dans les médias haïtiens ». En 2004, elle publie son dernier livre sur la série les Grands Dossiers, intitulé Un Bicentenaire Amer, à l’occasion du Bicentenaire de la Révolution haïtienne. Ce livre connait également un grand succès. Témoin de l'histoire immédiate, Nancy Roc y analyse l'échec des élites haïtiennes et des gouvernements successifs.
Nancy Roc a commencé sa carrière en 1986 en Haïti après avoir obtenu un baccalauréat en Beaux-arts et Communications à l'Université d'Arizona aux États-Unis. Depuis, elle s'est distinguée tant dans la presse écrite qu'audiovisuelle. Elle a travaillé et/ou collaboré tant avec des médias nationaux que internationaux (Télévision nationale d'Haïti, Télé Haïti, Radio Métropole, Haïti en marche, CBC, Radio Canada, Tv5, etc.) En 1987 et 1988, elle est la première Haïtienne[réf. souhaitée] à devenir correspondante de CNN World Report et de NBC News en Haïti.
Spécialisée dans les affaires politiques, elle est nommée attachée de presse du président de la République et en 1991, attachée culturelle de la Délégation haïtienne à l'UNESCO, à Paris. À son retour en Haïti en 1994, elle est nommée directrice du Bureau de presse du Premier ministre, Smarck Michel. Devant la dérive du gouvernement de Jean-Bertrand Aristide, elle démissionne 6 mois plus tard et reprend ses activités comme journaliste indépendante. En 1999, elle remporte le Prix Journaliste de l'année qui lui est décerné par le Rotary Club pour sa série de documentaires sur le Môle-Saint-Nicolas, intitulée Les Oubliés de Dieu. Cette série est diffusée dans le cadre de son émission Contrastes sur Télé Éclair, qui pulvérise rapidement les records de l'audimat. En 2000, elle retourne à ses premiers amours radiophoniques et crée l'émission Métropolis. Cette émission hebdomadaire lui a valu de nombreux prix parmi lesquels : 
- Prix Jean Dominique pour la Liberté de la Presse, décerné en 2002 par l'UNESCO[4];
- Prix Honneur et Mérite, décerné par l'Agence des médias haïtiens (2002);
- Prix Best radio Journalism, attribué par Freelance International Press en 2004;
- Prix Honneur et Mérite en 2005 par la Chambre des Représentants de Boston, Massachusetts;
- Prix Honneur et Mérite par Radio Métropole en 2007;
- Prix Honneur et Mérite par Radio Métropole en 2009.

Militante des droits de l'homme, Nancy Roc s'est également distinguée pour son combat pendant de longues années contre le déboisement et le VIH/SIDA. Elle a ainsi été nommée membre d'honneur de la Commission nationale de lutte contre le SIDA en 1989 et membre d'honneur de la Fédération des amis de la nature (FAN) en 2003.
En 2005, devant des menaces de kidnapping et mort, elle est obligée de s'exiler à Montréal, au Canada. Malgré tout, elle continue à diffuser son émission Métropolis vers Haïti. Cette émission est aussi diffusée sur le Web et reconnue au Canada.
En 2006, elle reçoit la Mention honorable en journalisme personnel décernée par la Fondation nationale des prix du magazine canadien pour le récit-témoignage Ma vie entre parenthèses, publié dans le magazine La Châtelaine.
En 2007, elle a obtenu un DESS en études relatives à l'environnement de l'Université du Québec à Montréal. Elle collabore avec de nombreux médias canadiens et a publié plusieurs articles dans des revues et journaux tels que : Le Devoir, La Presse, La Châtelaine, Jobboom, VITA Magazine etc. Elle a publié des dizaines d'articles dans le Nouvelliste, le plus ancien quotidien d'Haïti, dans Le Matin, l'agence en ligne Alterpresse.org, l'Observatoire des Amériques, l'Institut FRIDE (es) en Espagne, le site environnemental canadien gaiapresse.ca , la Revue scientifique du GRAHN-Monde, Haiti Perspectives etc. Elle a également contribué, à titre d'auteure invitée, à l'ouvrage collectif, DDR, désarmer, démobiliser, réintégrer, Défis humains - Enjeux globaux, publié dans la Collection Nord-Sud, sous la direction de Yvan Conoir et Gérard Verna.
En décembre 2008, elle est Lauréate de la Bourse Nord-Sud de la Fédération professionnelle des journalistes du Québec. En mai 2013, après 13 ans de succès continu de son émission Metropolis primée qui lui a valu de nombreux prix, elle rompt son contrat avec Radio Métropole de Port-au-Princeaprès avoir été censurée à plusieurs reprises par la direction, en violation avec son contrat et l'article 28.1 de la Constitution haïtienne.
En 2010, à la suite du séisme en Haïti, elle fonde sa propre société de productions, Incas Productions Inc., pour aider à la création d'emplois en Haïti, en jumelant le Québec et Haïti en affaires, Elle innove et crée les deux premiers Forums d'affaires Québec-Haïti  en 2010 et en 2011, qui attirent plus de 500 investisseurs d'Haïti, des États-Unis et du Québec et constituent une grande première au Québec et au Canada. Ces initiatives sont couronnées de succès et largement couvertes dans  la presse du québécoise, notamment, le journal La Presse ' l'Agence en ligne Media Mosaïque à Montréal et la presse haïtienne comme sur Radio Métropole ou, encore, Le Nouvelliste et infohaiti.net. Le succès d’Incas Productions est tel, que la Vice-Première Ministre du Québec, Mme Line Bauchamp, salue les efforts d'Incas Productions dans le renforcement des relations entre Haïti et le Québec. Cependant, le gouvernement Martelly-Lamothe ne tient pas ses promesses faites à Montréal et, par souci d'éthique, Nancy Roc annule le 3ème Forum d"affaires Québec Haïti qui devait avoir lieu, cette fois-ci, en Haïti, en 2013, sur la Côte des Arcadins, pour relancer le tourisme et l'image d'Haïti à l’étranger.
En 2011, Nancy Roc et Incas Productions Inc., récidivent dans l'événementiel et l"innovation en lançant à Montréal, le premier Colloque international sur le rôle des ONG en Haïti, en collaboration avec de grandes institutions telles que, l'Observatoire Canadien sur les Crises et l'Aide Humanitaires, OCCAH, le Groupe de Réflexion et d'Action pour une Haïti Nouvelle (GRAHN‐Monde) et le Consulat d'Haïti à Montréal. Une fois de plus, Incas Productions Inc., dirigée par Nancy Roc, confirme le succès de ses innovations événementielles et le Colloque crée un grand écho tant en Haïti qu'au Québec, notamment sur Radio Canada et sur l'émission Bernier et Cie. Mais là encore, malgré le soutien du gouvernement haïtien à ce Colloque, aucun suivi officiel n'est assuré en Haïti et le pays continue d'être assiégé par près de 10.000 ONG. qui transforment le pays en une République des ONG, maintenant Haïti dans le sous-développement et la mendicité envers la Communauté internationale..
En juin 2015, Nancy Roc est devenue coopérante volontaire pour Carrefour International au Ghana et au Togo.
Après son mandat avec Carrefour International Canada, elle a été Spécialiste en communication et Chef de l'Unité de Communication du Bureau au PNUD-Burundi le Programme des Nations-Unies pour le Développement (PNUD) à Bujumbura, au Burundi en 2016.